# Arco della Pace
L'Arco della Pace (in milanese Arch del Sempion) è un arco trionfale di Milano situato all'inizio di corso Sempione. La prima pietra fu posta nel 1807 quando Milano era capitale del Regno d'Italia napoleonico; i lavori vennero poi sospesi con la caduta di Bonaparte (1814) e ripresi nel 1826 sotto gli austriaci che dedicarono l'arco alla pace tra le nazioni europee raggiunta nel 1815 con il congresso di Vienna; fu infine inaugurato il 10 settembre 1838 con una fastosa cerimonia presieduta dall'appena incoronato imperatore Ferdinando I d'Austria. Ebbe la sua definitiva consacrazione nel 1859 con l'ingresso in Milano di Napoleone III e di Vittorio Emanuele II dopo la vittoria di Magenta. L'Arco della Pace rappresenta uno dei maggiori monumenti neoclassici di Milano.

## Storia

### Primo arco effimero (1806)

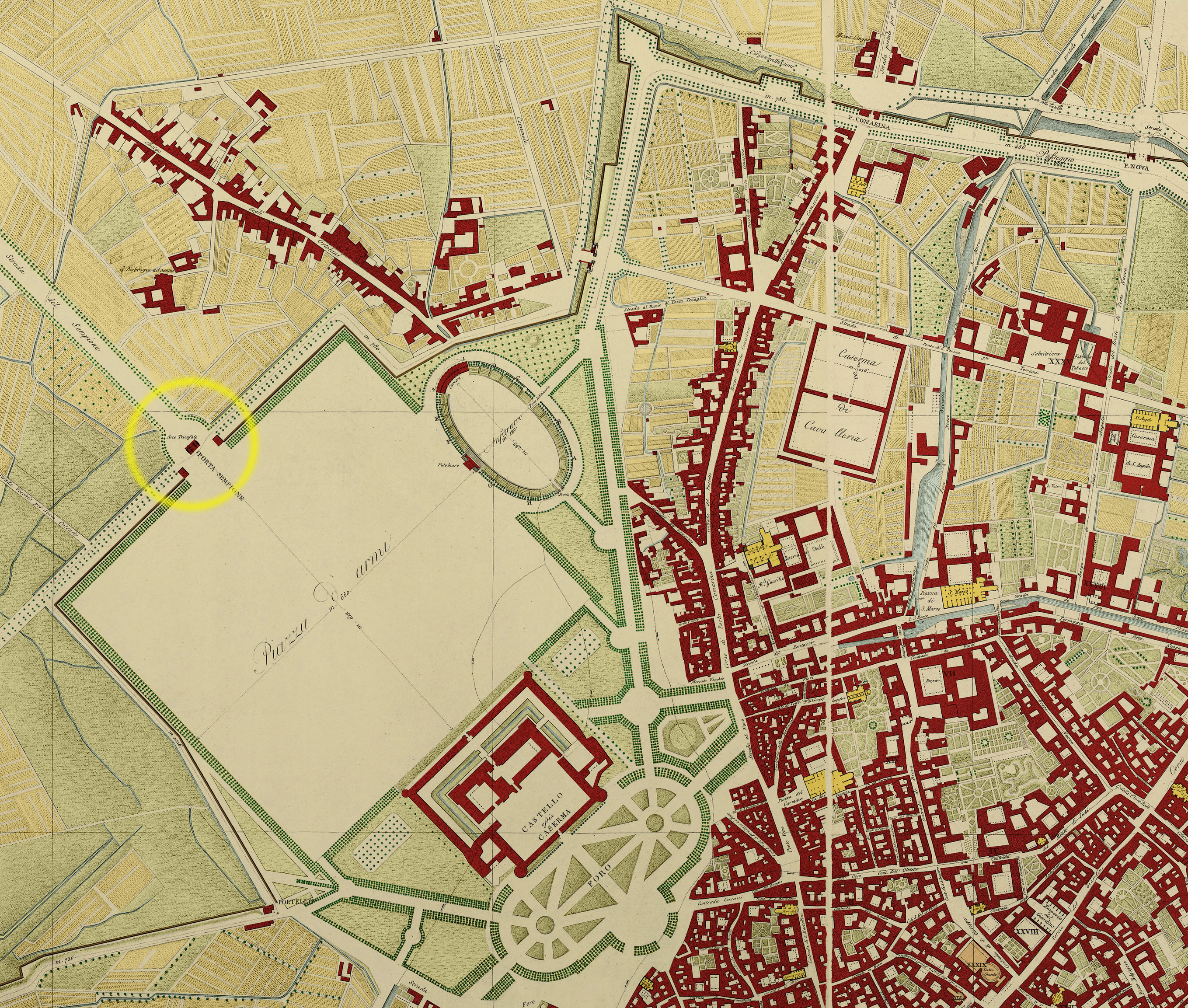
L'area del Castello Sforzesco nella mappa degli Astronomi di Brera del 1814; nel cerchio giallo l'arco trionfale, poi Arco della Pace.

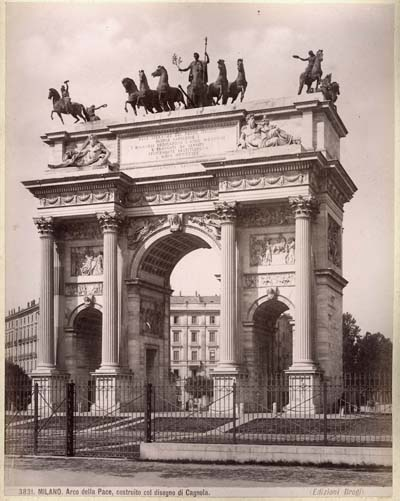
L'Arco della Pace lato Castello Sforzesco in una foto di Giacomo Brogi del 1870-80. Sull'attico la Sestiga della Pace, innalzata sul monumento il 15 settembre 1837.

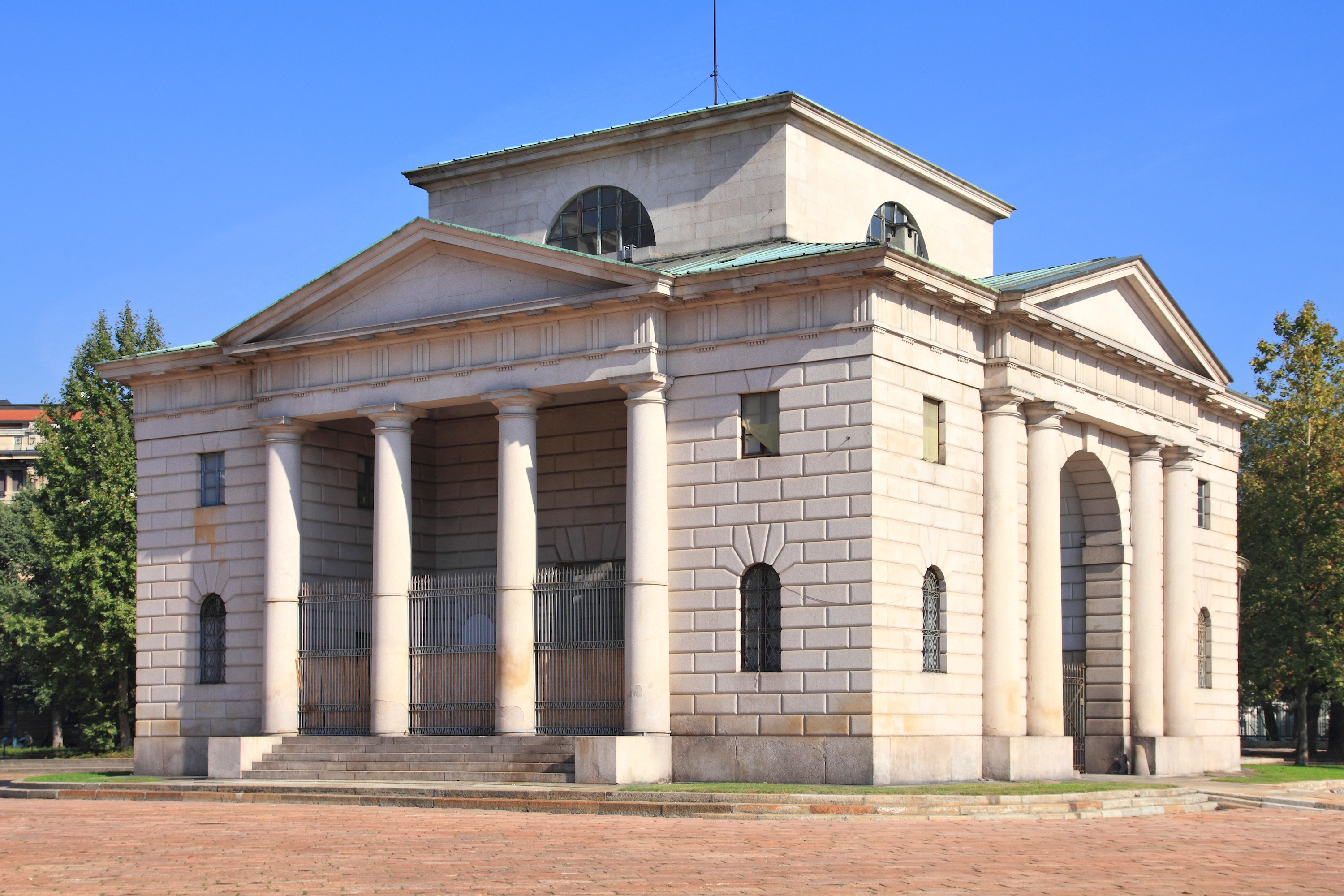
Uno dei due caselli daziari di Porta Sempione, ovvero dell'Arco della Pace nella veste di porta cittadina

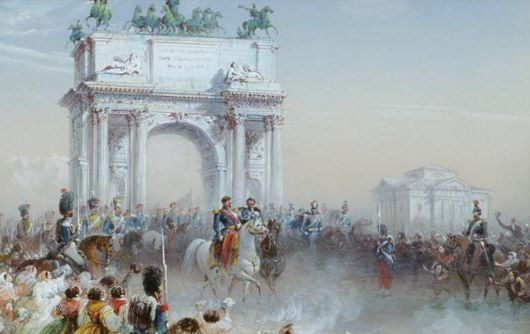
L'ingresso trionfale di Vittorio Emanuele II e Napoleone III in Milano attraverso l'Arco della Pace

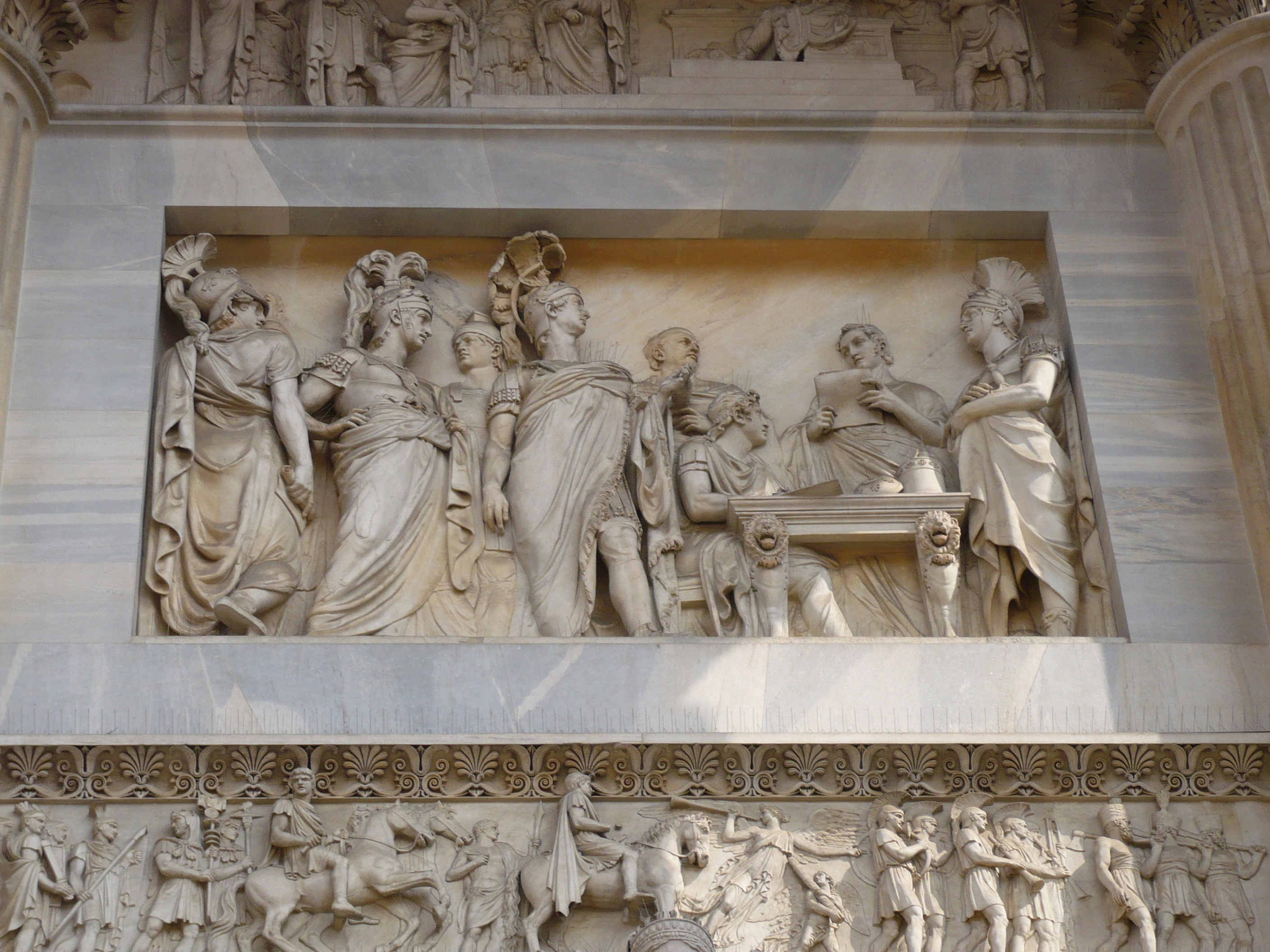
Sopra "Istituzione della Corona Ferrea" di Giambattista Perabò, al centro "Il congresso di Vienna" di Giambattista Perabò, sotto "Ingresso in Milano del Generale Conte Neipperg nel 1815" di Claudio Monti su modello di G. Monti; opere poste sul lato Sempione arco sinistro.

Il primo arco trionfale effimero, di cui quello attuale conserva medesime forme e architettura, fu innalzato nel gennaio del 1806 su disegno del marchese Cagnola come costruzione temporanea per festeggiare l'ingresso a Milano dei novelli sposi Eugenio di Beauharnais, viceré d'Italia, e Augusta di Baviera, convolati a nozze il 13 gennaio. L'arco sorse in pochi giorni sull'allora Corso di Porta Riconoscenza, oggi Corso Venezia, ed era costruito in tela, gesso e legname. Visto il successo che quell'arco ebbe anche fra i visitatori stranieri che erano accorsi per i festeggiamenti, il consiglio comunale di Milano decretò l'8 febbraio che un nuovo arco in marmo fosse eretto in un luogo più consono.

### Arco trionfale a ricordo della battaglia di Jena (1807)
L'area su cui sarebbe sorto il nuovo arco venne individuata a metà del lato rivolto verso la campagna dell'allora piazza d'Armi dietro al Castello Sforzesco, oggi occupata dal Parco Sempione. La prima pietra della nuova opera, progettata ancora dal Cagnola e concepita come "arco della Vittoria" per festeggiare il primo anniversario della vittoria francese nella battaglia di Jena, fu posta il 14 ottobre 1807: in essa vennero inserite tavole di bronzo con incisi la deliberazione del Consiglio e i nomi di coloro che assistettero alla deliberazione. Sulla pietra la seguente iscrizione:
I lavori vennero diretti dallo stesso Cagnola e supervisionati da Domenico Moglia, Nicola Pirovano, Francesco Peverelli e Bai Gio Battista., sotto la spinta del comune di Milano e di Napoleone. L'opera era oramai a due terzi e diverse statue erano già terminate, come quelle della Storia e della Poesia, eseguite dal neoclassico Luigi Acquisti, quando con la caduta del Regno Italico l'Arco venne abbandonato: gli ultimi lavori furono svolti il 19 aprile 1814.

### Arco della Pace (1826)
Nel 1826 venne ripresa la riedificazione dell'edificio sotto l'imperatore asburgico Francesco I d'Austria, che ne mutò la dedica alla Pace.
Dopo la morte di Luigi Cagnola, avvenuta nel 1833, la direzione dei lavori passò nelle mani di Carlo Giuseppe Londonio che lo completò nel 1838, in tempo perché alla cerimonia di inaugurazione partecipasse Ferdinando I, Imperatore d'Austria, incoronato re del Lombardo-Veneto il 6 settembre. La cerimonia di inaugurazione si tenne il 10 settembre nell'àmbito dei solenni e grandiosi festeggiamenti organizzati per l'incoronazione del Re.
Il 15 settembre 1837, a completamento dei lavori, sull'Arco venne innalzato dall'architetto Peverelli il maestoso monumento bronzeo della Sestiga della Pace, opera di Abbondio Sangiorgio e fuso dal Manfredini. Il monumento rappresenta il cocchio della dea della Pace entrante nella città di Milano trainato da sei destrieri. Ai lati della sestiga, ai quattro angoli dell'attico dell'Arco, si trovano quattro Vittorie a cavallo che offrono una corona d'alloro e una palma alla Dea entrante in Milano. I quattro cavalli e le donne sono opera dello scultore bolognese Giovanni Putti (1771-1847).

### Caduta del Lombardo-Veneto e Unità d'Italia (1859)
L'8 giugno 1859, quattro giorni dopo la vittoria di Magenta e con l'Unità d'Italia, fecero il loro ingresso trionfale in Milano Napoleone III e Vittorio Emanuele II, fra le acclamazioni della folla.
A seguito del passaggio di Milano dalla dominazione asburgica al Piemonte, le sole modifiche che furono apportate al monumento ormai concluso da oltre vent'anni, furono le nuove epigrafi dedicatorie poste sulla sommità degli archi:
Questa dedica sostituì, con l'Unità d'Italia, la precedente rivolta verso la campagna che recitava:
La seconda iscrizione attuale riporta, sul lato verso la città:

## Descrizione
L’intera struttura è in granito di Baveno, rivestita in pietra di Crevoladossola, progettata in stile neoclassico, si configura come un arco di trionfo a tre fornici con quattro colonne scanalate con capitelli corinzie. È sormontata da una serie di sculture in bronzo, ovvero quattro cavalli al galoppo posti a ciascuno degli angoli ed una centrale che rappresenta la sestiga della pace con sei cavalli che trainano un cocchio su cui è posta Minerva in Pace, il tutto ha più di 4 metri di altezza ed è pesante oltre 10 tonnellate. Le dimensioni generali del prospetto sono di 24 metri di larghezza per 25 metri di altezza, con un'arcata maggiore di 14,24 m.
Nel 1842, quattro anni dopo essere stato ultimato, il monumento veniva così descritto in Memorie del Reale istituto lombardo di scienze, lettere ed arti, vol. 1:
(Istituto lombardo di scienze e lettere)

### Opere in bronzo fuse dalla ditta Manfredini di Milano
- Sestiga della Pace - Abbondio Sangiorgio.
- Quattro Vittorie a cavallo - Giovanni Putti[14].

### Opere in marmo[14]
| n. | titolo                                                  | autore                                      | lato                           | note                       |
| -- | ------------------------------------------------------- | ------------------------------------------- | ------------------------------ | -------------------------- |
| ** | Bassorilievi scene celebrative                          |                                             |                                |                            |
| 1  | La Battaglia di Lipsia                                  | Pompeo Marchesi                             | fiancata sinistra              |                            |
| 2  | Il Congresso di Praga                                   | Luigi Acquisti, finito da Francesco Somaini | interno destro arco maggiore   |                            |
| 3  | Ingresso delle LL. MM. RR. In Milano nel 1815           | Benedetto Cacciatori                        | Castello                       |                            |
| 4  | La Battaglia di Kulm                                    | Claudio Monti                               | fiancata destra                |                            |
| 5  | Fondazione regno Lombardo-Veneto                        | Pompeo Marchesi                             | Castello                       |                            |
| 6  | Il Passaggio del Reno                                   | Pompeo Marchesi                             | Castello                       |                            |
| 7  | L'Occupazione di Lione                                  | Pompeo Marchesi                             | Castello                       |                            |
| 8  | L'Occupazione di Parigi                                 | Luigi Acquisti                              |                                |                            |
| 9  | La Pace di Parigi                                       | Gaetano Monti                               | Sempione                       |                            |
| 10 | Il Congresso di Vienna                                  | Giambattista Perabò                         | Sempione                       |                            |
| 11 | L'Istituzione dell’Ordine della Corona Ferrea           | Giambattista Perabò                         | Sempione                       |                            |
| 12 | Ingresso in Milano del Generale Conte Neipperg nel 1815 | Claudio Monti                               | Sempione                       | modello di Gaetano Monti   |
| 13 | Ingresso a Parigi dei tre sovrani alleati               | Grazioso Rusca                              |                                | finito da Girolamo Rusca   |
| 14 | Capitolazione di Dresda                                 | Benedetto Cacciatori                        | Castello                       |                            |
| 15 | Incontro dei tre sovrani alleati                        | Gaetano Monti                               | interno sinistro arco maggiore |                            |
| 16 | Battaglia d’Arcis sur Arbe                              | Francesco Somaini                           |                                |                            |
| ** | Statue allegoriche dei fiumi                            |                                             |                                |                            |
| 18 | Po                                                      | Benedetto Cacciatori                        | Castello                       |                            |
| 19 | Ticino                                                  | Benedetto Cacciatori                        | Castello                       |                            |
| 20 | Tagliamento                                             | Pompeo Marchesi                             | Sempione                       |                            |
| 21 | Adige                                                   | Pompeo Marchesi                             | Sempione                       |                            |
| ** | Allegorie mitologiche                                   |                                             |                                |                            |
| 18 | Ercole                                                  | Gaetano Monti                               | Castello                       |                            |
| 19 | Marte                                                   | Luigi Buzzi Leone                           | Castello                       | modello di Angelo Pizzi    |
| 20 | Apollo                                                  | Benedetto Cacciatori                        | Castello                       |                            |
| 21 | Minerva                                                 | Benedetto Cacciatori                        | Castello                       |                            |
| 22 | Vigilanza                                               | Angelo Pizzi                                | Sempione                       |                            |
| 23 | Poesia                                                  | Luigi Acquisti                              | Sempione                       |                            |
| 24 | Storia                                                  | Luigi Acquisti                              | Sempione                       |                            |
| 25 | Lombardia                                               | Gaetano Monti                               | Sempione                       |                            |
| ** | Vittorie alate                                          |                                             |                                |                            |
| 26 | Vittoria sinistra                                       | Benedetto Cacciatori                        | Castello                       | modello di Camillo Pacetti |
| 27 | Vittoria destra                                         | Benedetto Cacciatori                        | Castello                       | modello di Camillo Pacetti |
| 28 | Vittoria sinistra                                       | Pompeo Marchesi                             | Sempione                       |                            |
| 29 | Vittoria destra                                         | Pompeo Marchesi                             | Sempione                       |                            |
| ** | Serraglie                                               |                                             |                                |                            |
| 30 | Astronomia                                              | Giovanni Battista Comolli                   | Castello                       |                            |
| 31 | Città di Milano                                         | Claudio Monti                               | Castello                       |                            |
| 32 | Immaginazione                                           | Giovanni Antonio Labus                      | Castello                       |                            |
| 32 | Cerere                                                  | Luigi Marchesi                              | Sempione                       |                            |
| 33 | Regno Lombardo-Veneto                                   | Giovanni Battista Comolli                   | Sempione                       |                            |
| 34 | Pomona                                                  | Antonio Pasquali                            | Sempione                       |                            |
| ** | 12 tipi di rosoni - ornati - cornici                    | Domenico Moglia                             |                                | modelli in legno           |
| ** | 8 capitelli corinzi                                     | Carlo Cattori                               |                                | modello in stucco          |
| ** | 8 colonne di marmo di Crevola da Ornavasso              | Nicola Pirovano                             | scavo - trasporto              |                            |

## Tradizioni
È diffusa la leggenda che la Sestiga fosse originariamente rivolta verso la Francia, quindi in direzione della periferia della città di Milano, e che poi sia stata ruotata dagli austriaci verso Milano in data incerta con l'intento di farsi beffa dei francesi. La leggenda, non supportata da alcuna fonte ma spesso diffusa anche in ambiti competenti, non considera che la Sestiga non è coeva all'Arco della Pace e che fu collocata sull'attico dell'Arco nel 1837 proprio durante l'amministrazione austriaca (ventitré anni dopo l'uscita dei francesi) nella medesima posizione che occupa ai giorni nostri, ovvero rivolta verso la città a simboleggiare la Pace entrante in Milano.